# داريو مياتوفيتش
داريو مياتوفيتش هو لاعب كرة قدم كرواتي في مركز الدفاع، ولد في 13 أغسطس 1984. لعب مع بوروسيا نوينكيرشن ونادي إسترا 1961 ونادي فايله.